# سنت بنژ
سنت بنژ (به فرانسوی: Saint-Bénigne) یک کمون (فرانسه) در فرانسه است که در ان (اوورنی-رون-آلپ) واقع شده‌است. سنت بنژ ۱۶٫۴۹ کیلومتر مربع مساحت دارد ۲۱۲ متر بالاتر از سطح دریا واقع شده‌است.